# Zabójstwo George’a Floyda

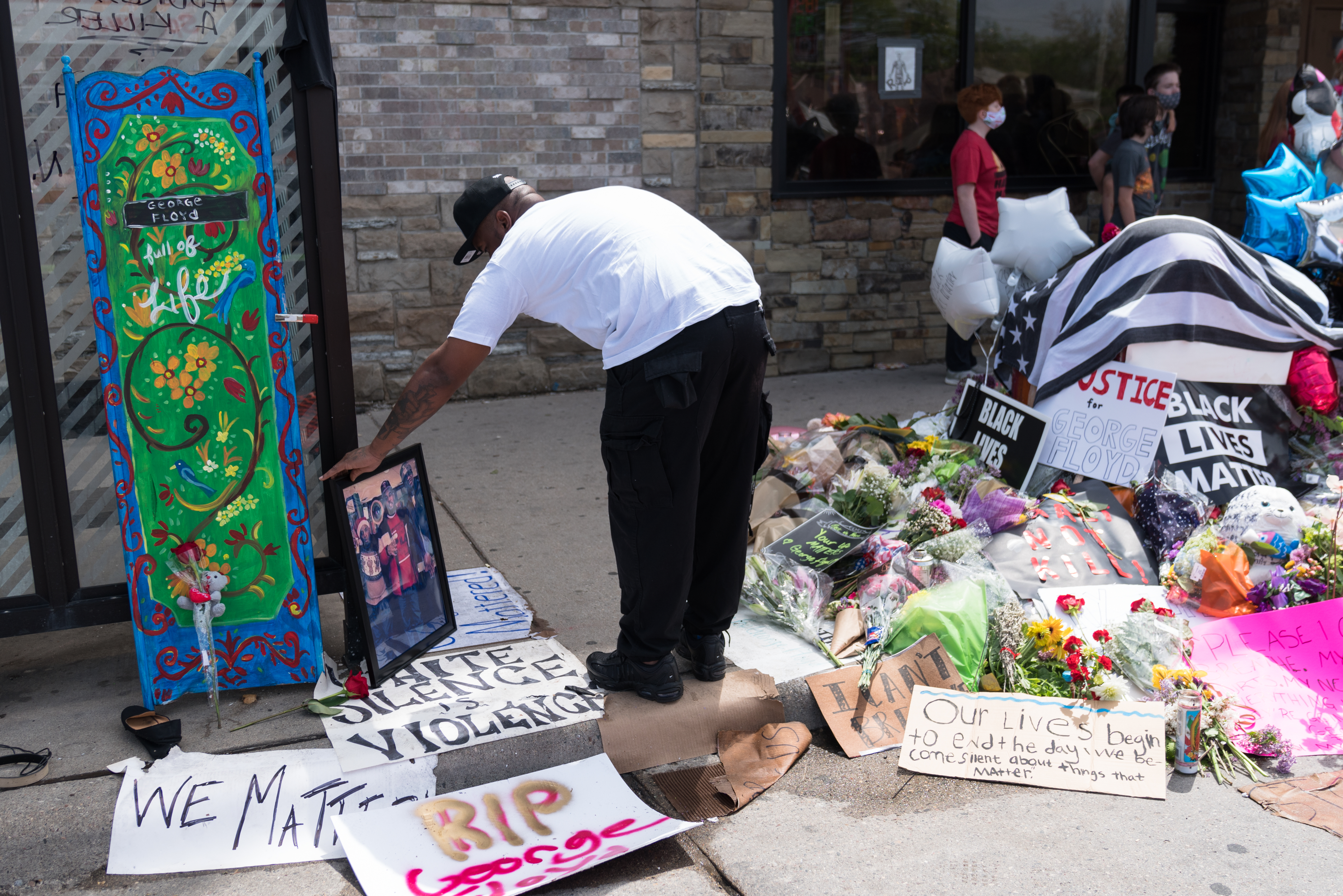
Miejsce śmierci (27 maja 2020)

Zabójstwo George’a Floyda – 25 maja 2020 w Minneapolis w amerykańskim stanie Minnesota śmierć poniósł 46-letni Afroamerykanin George Floyd, który został obezwładniony przez policjantów w sposób, który uniemożliwiał oddychanie. Powodem jego zatrzymania było podejrzenie, że mógł użyć fałszywego banknotu dwudziestodolarowego. Informacja o jego śmierci wywołała masowe zamieszki i protesty.

## Zdarzenie
Derek Chauvin (ur. 1976), policjant wezwany na miejsce przestępstwa, skuł kajdankami 46 letniego George’a Floyda, a następnie przez kilka minut przyciskał jego kark kolanem, uniemożliwiając tym samym Floydowi oddychanie, co w ostateczności doprowadziło do jego śmierci. Ucisk kolanem na kark jest dopuszczoną w policji Minneapolis techniką obezwładniania. Policjant stosował ją przez 8 minut i 46 sekund, z czego przez 2 minuty i 53 sekundy Floyd był już nieprzytomny. W zatrzymaniu brało udział jeszcze trzech innych policjantów – J. Alexander Kueng trzymał Floyda za plecy, Thomas K. Lane za nogi, a zajściu przyglądał się Tou Thao.
Zajście zostało nagrane smartfonami przez przechodniów i opublikowane w mediach społecznościowych. Policja wydała oświadczenie, że podejrzany odmówił opuszczenia samochodu na wyraźne polecenie policjanta. Według policyjnego raportu, sporządzonego na podstawie nagrania z kamery w radiowozie Keunga i Lane’a, Floyd „nie opuścił dobrowolnie pojazdu i szamotał się z funkcjonariuszami, umyślnie padając na ziemię, mówiąc, że nie wejdzie do samochodu i odmawiając stania”. Nagrania z monitoringu pobliskiej restauracji wskazują na sprzeczny przebieg wydarzeń – według nich, Floyd podczas eskortowania do radiowozu dwukrotnie upadł. Nagrania świadków, w których George wielokrotnie powtarzał słowa: „Błagam”, „Nie mogę oddychać” i „Nie zabijaj mnie” szybko rozprzestrzeniły się w mediach społecznościowych i informacyjnych. Wszyscy czterej funkcjonariusze biorący udział w zajściu następnego dnia zostali zwolnieni z pracy.
W przeszłości George Floyd był kilkukrotnie karany: w 2002 spędził 30 dni w areszcie za kradzież, w 2005 spędził 10 miesięcy za posiadanie kokainy, a w 2009 został skazany na 5 lat więzienia za dokonane w 2007 włamanie do domu i napad z bronią w ręku na ciężarną kobietę.

## Śledztwo

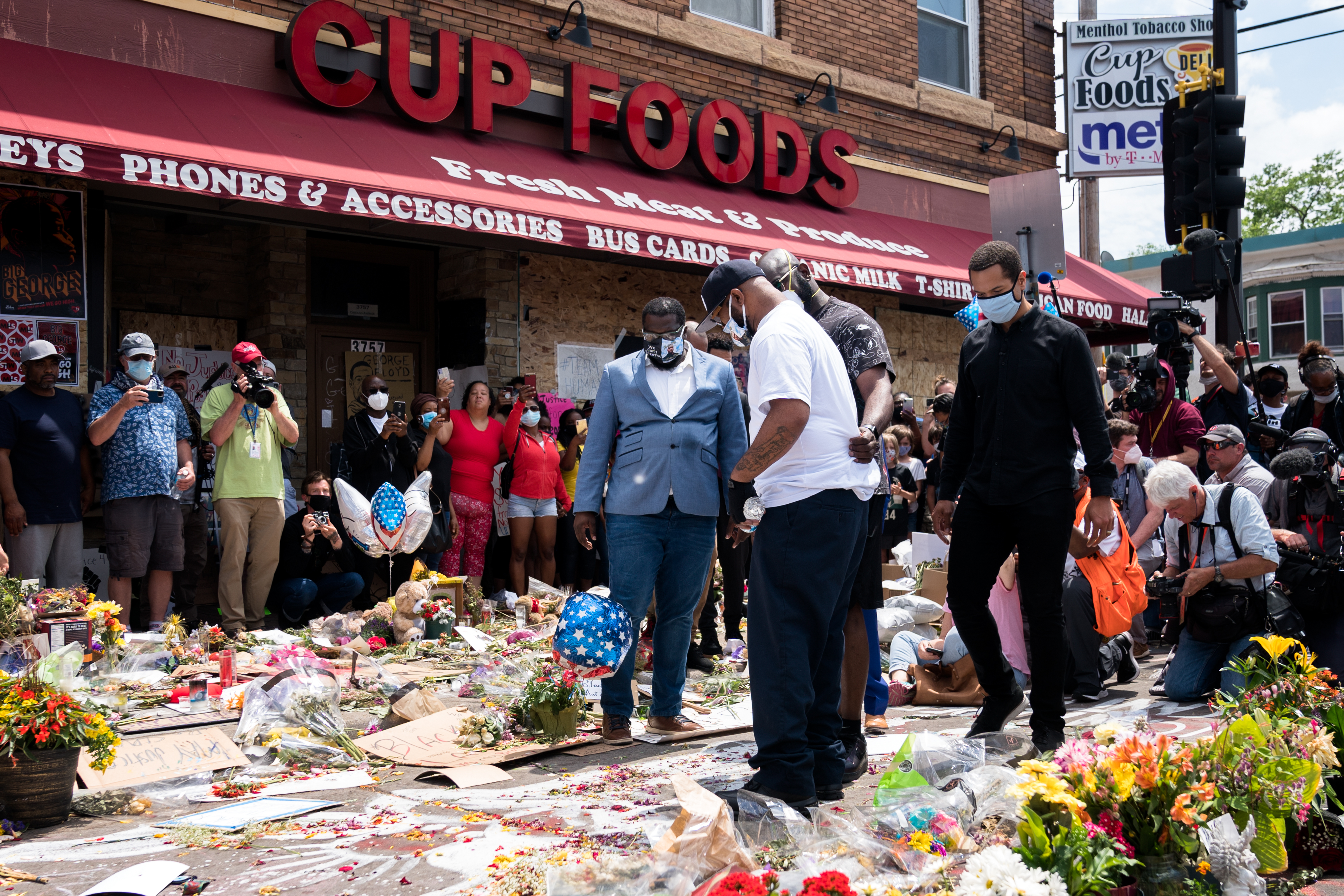
Rodzina George’a Floyda w miejscu jego śmierci

Wstępne wyniki z oficjalnej autopsji nie wykazały, jakoby 46-latek zmarł w wyniku uduszenia, a w wyniku połączenia kilku czynników – skrępowania, które pogłębiło występujące u niego schorzenia związane z sercem, w tym chorobę wieńcową, jak również obecność w organizmie substancji odurzających, jak fentanyl, norfentanyl, amfetamina, metamfetamina, morfina, konopie indyjskie. Wykazano również u niego pozytywny wynik testu na COVID-19. Lewa tętnica wieńcowa była zwężona w 75%, prawa tętnica wieńcowa w 90%, nie stwierdzono uszkodzeń karku ani krtani. Na zlecenie prawników rodziny Floyda przeprowadzona została niezależna autopsja, w której stwierdzono, że jedyną przyczyną śmierci było uduszenie wywołane przez „stały nacisk”. Na Chauvina w przeszłości wielokrotnie spływały skargi obywateli, dotyczące nadużywania władzy. Dwie z nich, dotyczące stosowania poniżającego tonu i uwłaczającego języka w stosunku do zatrzymanych, zostały uznane za zasadne.
Na prośbę Departamentu Policji Minneapolis, Federalne Biuro Śledcze (FBI) wszczęło postępowanie ws. naruszenia federalnych praw obywatelskich. Własne śledztwo podjęło również stanowe Bureau of Criminal Apprehension (BCA) w związku z możliwością naruszenia praw stanu Minnesota. 29 maja Derek Chauvin został aresztowany pod zarzutem zabójstwa. Prokurator okręgowy hrabstwa Hennepin wyraził nadzieję, że zarzuty postawione zostaną również trzem pozostałym funkcjonariuszom biorącym udział w interwencji. 3 czerwca wydano nakaz aresztowania pozostałych trzech policjantów pod zarzutem udzielenia pomocy w morderstwie i nakłaniania do niego.
21 kwietnia 2021 roku Derek Chauvin został uznany winnym zabójstwa George'a Floyda.
25 czerwca 2021 roku sąd w Minneapolis ogłosił, że były policjant Derek Chauvin został skazany na 22,5 roku więzienia.

## Protesty i zamieszki

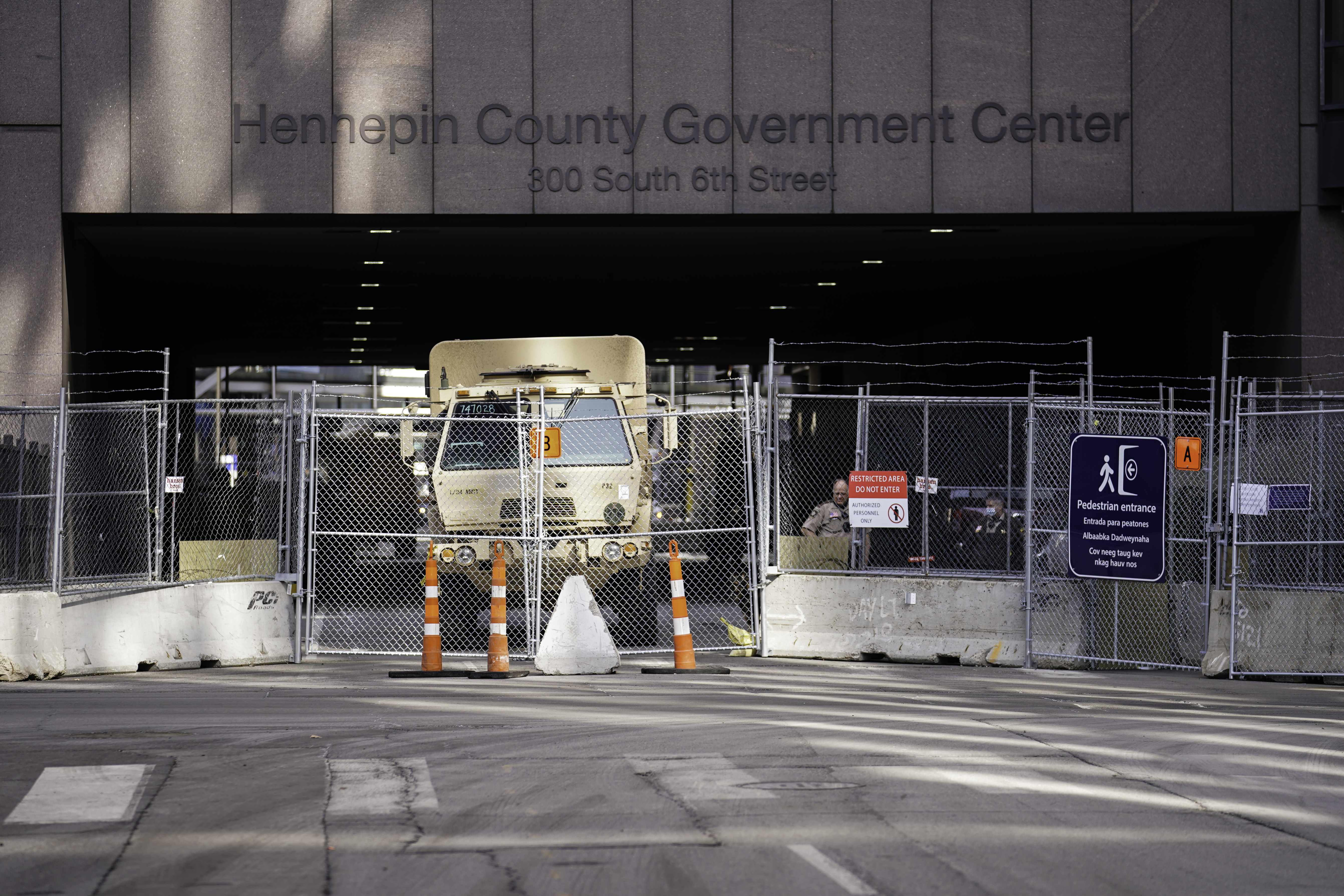
Gwardia Narodowa z Minnesoty ochraniająca Hennepin County Government Center (miejsce procesu Chauvina), marzec 2021

26 maja w aglomeracji Minneapolis-Saint Paul, z której pochodził Floyd, rozpoczęły się protesty w związku z jego śmiercią, która wpisywała się w serię zabójstw na nieuzbrojonych Afroamerykanach w trakcie interwencji policji. Początkowo miały one pokojowy przebieg, później część z osób protestujących zaczęła wywoływać zamieszki, podczas których wybito okna posterunku i podpalono dwa sklepy, a wiele innych zostało okradzionych lub zniszczonych. Podczas niektórych zajść z policją użyto gazu łzawiącego i gumowych kul. W Minneapolis, w trakcie zamieszek tłum zajął i podpalił posterunek policji, splądrował sklepy, niszczył i podpalał samochody. Od wtorku 26 maja wyszło nawet kilkadziesiąt tysięcy osób. Z raportu straży pożarnej wynika, że tylko w środę (27 maja) doszło do spalenia około 16 budynków.
W następnych dniach zamieszki i protesty zaczęto organizować w kolejnych miastach Stanów Zjednoczonych.
Dotychczas podczas protestów zginęło ponad 17 osób oraz aresztowano około 11 tysięcy protestujących. Doszło również do ataków policjantów na przedstawicieli mediów i prasy. W miejscach publicznych pojawiły się na budynkach i pomnikach hasła demonstrantów w formie graffiti, jednym z zamalowanych obiektów był pomnik Tadeusza Kościuszki w Waszyngtonie.
31 maja 2020 Donald Trump zapowiedział uznanie Antify za organizację terrorystyczną. Nie zostały jednak wówczas przez niego podane żadne szczegóły takiej decyzji. We wcześniejszych wpisach na Twitterze, Donald Trump sugerował, że „radykalnie lewicowi anarchiści” pod przewodnictwem Antify są odpowiedzialni za zamieszki. Niemniej jednak, Federalne Biuro Śledcze w oficjalnych dokumentach, chociaż nie zaprzeczyło udziałowi osób powiązanych z ruchem, nie potwierdziło uczestnictwa większych zorganizowanych grup Antify w zamieszkach. Tak samo, wśród kilkudziesięciu dokumentów osób oskarżonych na podstawie przepisów federalnych, żadna nie była powiązana z ruchem antyfaszystowskim. Wśród oskarżonych znalazły się natomiast osoby związane ze skrajnie prawicowym ruchem Boogaloo. FBI ostrzegło również przed prawicowymi ekstremistami, którzy poprzez media społecznościowe namawiali do prowokacji poprzez strzelanie do agentów federalnych oraz protestujących.
7 czerwca przewodnicząca rady miasta Minneapolis Lisa Bender zapowiedziała rozwiązanie policji w mieście.
Pogrzeb George’a Floyda miał miejsce 9 czerwca 2020 r. w jego rodzinnym mieście Houston. Uroczystość w protestanckim kościele Fountain of Praise zgromadziła ponad 500 osób, w tym polityków (kongresmen Al Green, burmistrz Houston Sylvester Turner) i celebrytów. Podczas pogrzebu, w ramach wideokonferencji połączono się z kandydatem na urząd prezydenta USA Joe Bidenem. Po ceremonii trumnę z ciałem Floyda przewieziono na cmentarz w Pearland, procesji towarzyszyło ponad 100 pojazdów, mieszkańcy Houston oraz przyjezdni.

## Dezinformacja
Po wybuchu protestów oraz zamieszek, w internecie zaczęło pojawiać się wiele fake newsów, a także teorii spiskowych powielanych na portalach społecznościowych. Według badania przeprowadzonego przez Zignal Labs wykazano, że trzema najczęstszymi tematami dezinformacji oraz teorii spiskowych powstałymi wokół protestów są:
- bezpodstawne twierdzenia o odpowiedzialności Antify za zamieszki oraz grabieże. Spośród 873 000 przeanalizowanych fałszywych informacji dotyczących protestów, w aż 575 800 wzmiankowano o Antifie[50],
- twierdzenie, że śmierć Floyda została sfałszowana. Według tej teorii, Derek Chauvin – policjant odpowiedzialny za śmierć Floyda, miał być w rzeczywistości aktorem, a całe zdarzenie zostało sfingowane przez deep state[50],
- teoria o zaangażowaniu George’a Sorosa w finansowanie antypolicyjnych wystąpień[50].

Na serwisie społecznościowym Twitter duże kontrowersje wzbudził profil @ANTIFA_US, który w treści wysyłanych tweetów nawoływał do używania przemocy m.in. wobec białych zamożnych ludzi. Jeden z zamieszczonych tweetów był szeroko komentowany w mediach społecznościowych i służył jako argument o szerokim zaangażowaniu Antify w protesty. Niedługo po tym okazało się jednak, że konto było w rzeczywistości prowadzone przez rasistowsko-nacjonalistyczną grupę Identity Evropa. Administracja Twittera wydała oświadczenie, w którym powiadomiła o zawieszeniu konta, a także poinformowała, że już wcześniej zawieszała konta prowadzone przez tę grupę, m.in. z powodu szerzenia nienawiści ze względu na rasę, religię czy orientację seksualną.

## Reakcje międzynarodowe
- Chiny – Ministerstwo Spraw Zagranicznych ChRL wyraziło solidarność z protestującymi i wydało oświadczenie, w którym wezwano rząd USA do zagwarantowania obywatelom respektowania praw człowieka oraz podjęcia zdecydowanych działań w celu ochrony interesów mniejszości[53]; poza tym rzecznik ministerstwa Zhao Lijian oskarżył rząd USA o hipokryzję oraz posiadanie podwójnych standardów przez gloryfikowanie protestujących w Hongkongu, a mobilizowanie Gwardii Narodowej do walki z protestującymi w ich kraju[54]
  -  Hongkong – szef administracji Hongkongu Carrie Lam również oskarżyła rząd USA o hipokryzję i posiadanie podwójnych standardów[55]; aktywista ruchu studenckiego Joshua Wong zapewnił o solidarności z ruchem protestujących w Stanach Zjednoczonych
- Francja – minister spraw zagranicznych Jean-Yves Le Drian skrytykował działania amerykańskich policjantów oraz nazwał stosowanie przemocy wobec uczestników pokojowych protestów oraz dziennikarzy „niedopuszczalnym”[56]
- Ghana – prezydent Nana Akufo-Addo przesłał kondolencje rodzinie George’a Floyda i wyraził nadzieję, że protesty po jego śmierci przyniosą zmiany w tym, jak rząd Stanów Zjednoczonych radzi sobie z problemem rasizmu i nienawiści[57]
- Hiszpania – premier Pedro Sánchez wyraził solidarność z protestującymi oraz zaniepokojenie działaniami rządu USA podczas protestów[58]
- Holandia – podczas konferencji prasowej premier Mark Rutte nazwał śmierć Floyda „niedopuszczalną”[59]
- Indie – podczas rozmowy z Donaldem Trumpem, premier Narendra Modi wyraził zaniepokojenie rozwojem sytuacji w USA oraz życzył Trumpowi jak najszybszego rozwiązania kryzysu[60]
- Iran – Ministerstwo Spraw Zagranicznych Iranu potępiło działania policjantów oraz obecność rasizmu w amerykańskich instytucjach[61]; Najwyższy Przywódca Iranu Ali Chamenei również potępił działania rządu amerykańskiego, krytykując jego podejście do morderstw Afroamerykanów, przy jednoczesnym zapewnianiu o wspieraniu praw człowieka[62]
- Irlandia – premier Leo Varadkar wyraził „szczere obrzydzenie” wobec działań rządzących w USA oraz stosowaniu niepotrzebnej przemocy przez policjantów[63]
- Kanada – premier Justin Trudeau wezwał Kanadyjczyków do zjednoczenia w walce z rasizmem, jednocześnie poinformował, że Kanadyjczycy są zszokowani wydarzeniami w USA[64]
- Kuba – minister spraw zagranicznych Bruno Rodríguez Parrilla pisał, że George Floyd został brutalnie zamordowany, a kolor skóry nie powinien określać stosunku do innych ludzi[65]
- Niemcy – minister spraw zagranicznych Heiko Maas wezwał do przyzwolenia na prowadzenie pokojowych protestów oraz nazwał je bardzo uzasadnionymi[66]
- Nowa Zelandia – premier Jacinda Ardern poinformowała, że była przerażona rozwojem sytuacji w USA[67]
- Peru – prezydent Martín Vizcarra potępił działania policjantów oraz wezwał do „odrzucania” aktów rasizmu[68]
- Południowa Afryka – Afrykański Kongres Narodowy w oświadczeniu apelował o zachowanie spokoju w USA, oświadczenie spotkało się jednak z krytyką, gdyż nie wspomniano w nim o podobnych przypadkach śmierci w RPA[69]
- Rosja – Ministerstwo Spraw Zagranicznych Rosji skrytykowało działania amerykańskich policjantów po atakach na przedstawicieli prasy oraz stosowaniu nieusprawiedliwionej przemocy wobec protestujących[70]
  -  Czeczenia – szef Republiki Czeczeńskiej Ramzan Kadyrow wezwał Donalda Trumpa do powstrzymania „chaosu” oraz nazwał działania policjantów „linczem” na obywatelach[71]
- Serbia – prezydent Aleksandar Vučić wyraził swoje wsparcie dla działań Donalda Trumpa oraz życzył mu jak najszybszego zakończenia kryzysu w USA[72]
- Turcja – prezydent Recep Tayyip Erdoğan poinformował, że monitoruje sytuację w USA[73]
- Watykan – papież Franciszek wezwał do narodowego pojednania w walce z rasizmem, wezwał również do nietolerowania rasizmu w społeczeństwie oraz powstrzymania aktów przemocy podczas protestów[74]
- Wielka Brytania – Foreign Office skrytykowało działania amerykańskich policjantów po aresztowaniach przedstawicieli prasy podczas protestów[73]; premier Boris Johnson podczas przemowy do Parlamentu powiedział, że wspiera prawo do protestowania oraz ruch „Black Lives Matter”[75]
  -  Szkocja – Parlament Szkocki zaakceptował ustawę zakazującą eksport gazu łzawiącego, amunicji gumowej oraz sprzętu policyjnego do Stanów Zjednoczonych[76]

Organizacje międzynarodowe
- ONZ – Michelle Bachelet wezwała rząd amerykański do podjęcia działań w celu zaprzestania ataków policjantów na przedstawicieli mniejszości[77]
- Unia Europejska – Josep Borrell skrytykował użycie siły wobec protestujących oraz poinformował o tym, że przedstawiciele UE są „zszokowani” śmiercią George’a Floyda[78]
- Unia Afrykańska – Moussa Faki nazwał śmierć Floyda „morderstwem” oraz skrytykował dyskryminację czarnoskórych mieszkańców w USA[79]
- Amnesty International – przedstawiciele organizacji skrytykowali „zmilitaryzowane” działania amerykańskich policjantów w trakcie tłumienia protestów oraz ataki na przedstawicieli mediów[80]
- Human Rights Watch – organizacja skrytykowała działania policjantów oraz wyraziła przerażenie z powodu „brutalnej i niepotrzebnej śmierci” Floyda i wezwała do walki z dyskryminacją[81]
- Działania policjantów, które doprowadziły do śmierci Floyda potępił również m.in. Dalajlama XIV[82] oraz Święty Synod Biskupów Kościoła Prawosławnego w Ameryce[83]

## Odniesienia w kulturze
Zainspirowany śmiercią George’a Floyda oraz wywołanymi zamieszkami muzyk Robb Flynn napisał słowa piosenki, które dołączył do wcześniej nagranej kompozycji pt. „Stop Bleeding” swojego zespołu Machine Head, po czym w utworze gościnnie wystąpił także wokalista Jesse Leach z grupy Killswitch Engage, zaś do całości został nakręcony wideoklip. Piosenkę o śmierci G. Floyda, zatytułowaną „American Reckoning”, nagrała także grupa Bon Jovi. Sprawa George’a Floyda została także wzmiankowana w piosence pt. „Manifest2020”, dotyczącej sprawy śmierci Breonny Taylor. Piosenkarka H.E.R. również nagrała piosenkę związaną z Floydem pt. „I Can't Breathe”, która została nagrodzona w 2021 nagrodą Grammy za piosenkę roku.